# Wierzchotka

Wierzchotka jednoramienna- wachlarzyk

wierzchotka dwuramienna

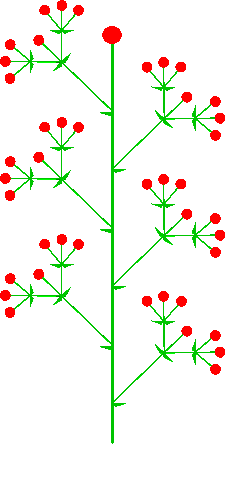
Wierzchotka wieloramienna

Wierzchotka (ang. cyme, łac. cyma) – rodzaj kwiatostanów, należący do grupy kwiatostanów zamkniętych. Kwiaty wyrastają na wierzchołkach rozgałęziających się osi. Gdy zaczyna wyrastać kwiat, oś kończy swój wzrost, zaczynają natomiast w kącie listków rozwijać się boczne osie drugiego rzędu, znowu kończące się kwiatem. Wskutek tego w wierzchotce kwiaty zaczynają kwitnąć od środka kwiatostanu, promieniście w kierunku jego obrzeży. Wierzchotki to cała grupa kwiatostanów, dzieląca się na kilka jeszcze typów:
- wierzchotka jednoramienna (ang., łac. monochasium):
  - sierpik – pojedyncze odgałęzienia boczne z kwiatem, który zwrócony jest w jedną stronę (np. niezapominajka, żywokost).
  - skrętek – podobnie jak u sierpika, ale widziany z góry ma kwiaty ułożone zygzakowato.
  - dwurzędka – pojedyncze kwiaty wyrastają naprzemiennie po obydwu stronach (niektóre gatunki kosaćca).
  - wachlarzyk – kwiaty dorastają do jednakowej wysokości

- wierzchotka dwuramienna (ang., łac. dichasium) – pod każdym kwiatem szczytowym znajdują się rozgałęzienia drugiego rzędu zakończone kwiatem (np. rogownica).

- wierzchotka wieloramienna, wielopromienista (ang., łac. pleiochasium) – wytwarza w podobny sposób jak wierzchotka dwuramienna nie dwie, lecz kilka osi (np. wilczomlecz).

Za rodzaj wierzchotki uważa się też:
- wiecha z wykształconym kwiatem szczytowym, który kończy wzrost (np. winorośl, lilak):
  - podbaldach – gałązki kwiatostanu dorastają do jednego poziomu (wygląda jak baldachogrono), np. bez czarny, kalina.